# 원효암 (금산군)
원효암은 대한민국 충청남도 금산군 남이면 진악로 428에 있다. 1991년 4월 16일 금산군의 향토유적 제5호로 지정되었다.

## 개요
이 절은 진악산 최고봉인 관앙불봉(觀仰佛峰) 남쪽에 있는 절로 신라시대 원효대사가 창건했다는 설이 있으나 조구대사가 창건했다는 것이 정설로 되어 있다. 산이 깊고 조용하며 절 앞의 개울물은 20여 m의 폭포를 이루며 봉수대가 있는 관앙불봉을 뒤로 하고 좌우에 산봉우리가 병풍처럼 둘러져 있다.